# Scott Holtzman
Scott Aaron Holtzman (ur. 30 września 1983 w Knoxville) – amerykański zawodnik mieszanych sztuk walki, który obecnie rywalizuje w dywizji lekkiej w UFC, były zawodnik i mistrz wagi lekkiej Xtreme Fighting Championships.

## Życiorys
Urodził się w Knoxville, w stanie Tennessee, a dzieciństwo spędził w Fountain City. Uczęszczał do Centralnego Liceum, gdzie grał w piłkę nożną i baseball. W szkole średniej grał także w hokeja na lodzie w Amatorskim Stowarzyszeniu Hokejowym w Knoxville. Po ukończeniu szkoły średniej uczęszczał do Hiwassee College, gdzie również grał w baseball i uzyskał stopień naukowy Associate w Business Administration. Przeniósł się z Hiwassee na University of Tennessee, gdzie grał w hokeja klubowego i tam uzyskał tytuł licencjata z socjologii. W latach 2008–09 krótko grał w drużynie Knoxville Ice Bears.

## Kariera MMA

### Wczesna kariera i początki w XFC
Swoją profesjonalną karierę w mieszanych sztukach walki rozpoczął w 2009 roku. Po zgromadzeniu amatorskiego rekordu 4-0 podpisał kontrakt z Xtreme Fighting Championships (XFC). W debiucie dla tej organizacji pokonał Brandona Demastesa przez duszenie zza pleców na gali XFC16: High Stakes przed publicznością w swoim mieście. Swoje kolejne dwie walki z Mattem Mettsem (XFC 18: Music City Mayhem) i Chrisem Cogginsem (XFC 20: High Octane) wygrał w pierwszej rundzie kolejno przez nokaut i techniczny nokaut.

### Mistrz wagi lekkiej XFC
Rok 2013 rozpoczął od wygranej przez jednogłośną decyzję nad Jasonem Hicksowem w pojedynku będącym eliminatorem do starcia o tytuł wagi lekkiej na XFC 22: Crossing The Line. Po walce z Hicksem miał zmierzyć się z ówczesnym mistrzem XFC wagi lekkiej, Nickiem Newellem, o pas tej kategorii wagowej. W maju 2013 roku poinformowano, że rywal odmówił walki z nim. Według prezesa organizacji, Johna Prisco, Newell miał nadzieję, że zmierzy się z byłymi zawodnikami UFC, aby móc ubiegać się o awans do UFC. Prisco uważał jednak, że Holtzman zasłużył z Newellem o tytuł. Ostatecznie Prisco pozbawił Newella pasa i zestawił Holtzmana z Johnem Mahlowem, w walce o pas wagi lekkiej na XFC 24: Collision Course. 14 czerwca 2013 r. zdobył tytuł mistrzowski pokonując Mahlowa przez TKO w drugiej rundzie.
Na XFC 26: Night of Champions III pierwszy raz obronił tytuł, gdzie jednogłośnie wygrał z Rogerem Carrollem. Po przerwie spowodowanej częściowo brakiem renomowanych przeciwników i skupieniem się XFC na nowych międzynarodowych partnerstwach, Holtzman stoczył walkę poza XFC przeciwko George'owi Sheppardowi na Premier Fighting Championships (PFC) 9: Unstoppable. Wygrał jednogłośną decyzją.

### UFC
14 sierpnia 2014 roku ogłoszono, że podpisał kontrakt z UFC na cztery walki.
W pierwszej walce zadebiutował przeciwko Anthony'emu Christodoulou 8 sierpnia 2015 roku na UFC Fight Night 73. Wygrał walkę przez poddanie w trzeciej rundzie.
W swojej drugiej walce 2 stycznia 2016 roku na gali UFC 195 zmierzył się z Drewem Doberem. Odnotował pierwszą porażkę w karierze przegrywając jednogłośną decyzją sędziów.
Następnie zmierzył się z Codym Pfisterem 13 lipca 2016 roku podczas UFC Fight Night 91. Zwyciężył jednogłośną decyzją.
17 grudnia 2016 roku na UFC on Fox 22 stoczył walkę z Joshem Emmettem. Przegrał walkę jednogłośną decyzją.
22 kwietnia 2017 roku na UFC Fight Night 108 zmierzył się z Michaelem McBride. Wygrał walkę jednogłośną decyzją.
Podczas UFC Fight Night 123, które odbyło się 9 grudnia 2017 roku skrzyżował rękawice z Darrellem Horcherem i wygrał walkę jednogłośną decyzją.
25 stycznia 2018 ogłosił, że podpisał nowy, czterowalkowy kontrakt z UFC.
6 października 2018 roku na gali UFC 229 zawalczył z Alanem Patrickiem. Wygrał walkę przez nokaut w trzeciej rundzie.
17 lutego 2019 r. na gali UFC on ESPN 1 przegrał jednogłośną decyzją z Nikem Lentzem.
Później doszło do jego walki z Dong Hyunem na UFC on ESPN 5. Wygrał walkę przez TKO z powodu przerwania i uniemożliwienia przez lekarza jemu rywalowi dalszej walki.
Podczas UFC Fight Night 167 zmierzył się z Jimem Millerem 15 lutego 2020. Wygrał walkę jednogłośną decyzją sędziów oraz otrzymał pierwszy bonus finansowy za walkę wieczoru.
8 sierpnia 2020 podczas UFC Fight Night 174 został znokautowany obrotowym backfistem przez Beneila Dariusha w pierwszej rundzie.
Na UFC na ABC 2 10 kwietnia 2021 roku skrzyżował rękawice z Mateuszem Gamrotem. Holtzman musiał uznać wyższość Polaka, kiedy ten trafiąc go prawym sierpowym powalił go na matę i chwilę później zakończył walkę.
Podczas gali UFC Fight Night 215, która odbyła się 3 grudnia 2022 zmierzył się z weteranem UFC, Clay'em Guidą. Przegrał niejednogłośną decyzją sędziów (29-28, 28-29, 29-28). Po przegranej ogłosił przejście na sportową emeryturę.

## Osiągnięcia

### Mieszane sztuki walki
- 2013: zawodnik roku AXS TV
- 2013–2014 XFC mistrz wagi lekkiej